# Теплова енергетика України
Теплова енергетика України — енергетика, яка ґрунтується на перетворенні тепла на (переважно) механічну та електричну енергію; галузь теплотехніки.
Для перетворення тепла на механічну енергію застосовують теплосилові установки, до основної частин яких належать теплові двигуни. Одержана в них механічна енергія може приводити в дію робочі машини різних видів або електромеханічні генератори, які виробляють електричну енергію.
Перетворювати тепло на електричну енергію можна і без електромеханічних генераторів — в установках прямого перетворення енергії, наприклад, магнітогідродинамічних генераторах, термоелектрогенераторах, термоемісійних перетворювачах енергії. Основою сучасної теплової енергетики є стаціонарні паротурбінні теплові електростанції, які виробляють переважну частину загальної кількості електричної енергії. Для енергопостачання магістральних газопроводів та покривання пікових навантажень застосовують газотурбінні електростанції. В СРСР, крім основних джерел електропостачання — районних конденсаційних електростанцій, діяли теплоелектроцентралі й атомні електростанції. Набували поширення паро-газотурбінні установки, які давали змогу зменшувати (близько 5 %) питому витрату тепла на виробництво електроенергії. Для потужних електростанцій розробляються установки, до складу яких входять магнітогідродинамічні генератори у поєднанні з звичайними паротурбінними станціями. В районах, віддалених від ліній електропередачі, джерелом електроенергії служать дизельні електростанції. Крім стаціонарних, є транспортні теплосилові установки — з поршневими двигунами внутрішнього згоряння, застосовувані на тепловозах, автомобілях тощо. Руху літальним апаратам надають поршневі авіаційні двигуни, турбогвинтові двигуни, реактивні двигуни. Подальший розвиток теплової енергетики сприяє підвищенню енергозабезпечення промисловості та інших галузей господарства.

## Підприємства

### Електростанції
В лютому 2017 року у селі Знаменівка Новомосковського району Дніпропетровської області ввели в експлуатацію теплоелектростанцію на біомасі, теплопродуктивність якої становить 12 Гкал/год, а електрична потужність установки становить 3600 кВт/год.

### Біоенергетичні установки
В листопаді 2017 року у місті Славутич почала працювати найбільша в Україні котельня на біопаливі потужністю 10,5 МВт. Котельня на 40% забезпечує потреби міста у тепловій енергії та гарячій воді. Наступний крок після запуску котельні на біопаливі – будівництво біоТЕЦ на відновлюваних джерелах енергії загальною потужністю 12,5 МВт на годину електричної енергії, яка також вироблятиме 25 ГКал/год теплової енергії.
В Запоріжжі наприкінці 2017 року встановили котельню на біопаливі потужністю 2МВт.